# Discurso Autorizado
O Discurso Autorizado (NHC VI, 3) é um tratado gnóstico da Biblioteca de Nag Hammadi pertecente ao Códice VI, o texto é datado para cerca do século III d.C. É também considerado como não gnóstico por alguns pesquisadores, mas sim um tratado sobre o ascetismo da tradição romana, nem um texto claramente cristão ou judaico por não conter menções a Cristo ou às escrituras.

## Conteúdo
O tratado é uma exposição da origem, condição e definitiva felicidade da alma, ao descrever a vida da alma, o texto torna-se bastante metafórico. Embora não inclua o mito gnóstico que descreve a origem do mundo, o texto pressupõe certas ideias gnósticas como de que a alma possui origem celestial e, portanto, conflita com o mundo material. A alma se distrai e cria apegos terrenos, no entanto, Deus, o pai cuida da alma e a avisa sobre esses apegos que são a luxúria, soberba, avareza, fraude, ignorância, inveja  e vaidade.

### Ascetismo romano
O tratado é parte da especulação ascética da tradição religiosa romana, embora descoberto como parte de uma coleção de textos produzidos em um monastério cristão, o tratado não seria um texto cristão nem gnóstico mas um dos poucos tratados que inclui uma tradução de uma seleção de Homero e uma seleção da Sentenças de Sexto, por ser parte da chamada biblioteca gnóstica, o Discurso Autorizado tem sido escassamente estudado e nunca fora estudado como parte da tradição asceta romana.